# Vecranotus ivoriensis
Vecranotus ivoriensis är en insektsart som beskrevs av Capener 1972. Vecranotus ivoriensis ingår i släktet Vecranotus och familjen hornstritar. Inga underarter finns listade i Catalogue of Life.